# Fiodor Feldman
Fiodor Aleksandrowicz Feldman (ros. Федор Александрович Фельдман; (ur. 10 grudnia?/22 grudnia 1835, zm. 2 lutego?/15 lutego 1902 w Petersburgu) – generał infanterii (piechoty) od 1 kwietnia 1901.

## Życiorys
Ukończył Korpus Paziów i Nikołajewską Akademię Sztabu Generalnego. Był starszym zastępcą szefa Wojskowego Oddziału Naukowego Głównego Zarządu Sztabu Głównego (ros. ГУГШ) od 3 grudnia 1863 do 20 kwietnia 1865 i szefem tego Oddziału od 20 kwietnia 1865 do 28 kwietnia 1867. Sekretarz Kancelarii Wojskowego Komitetu Naukowego Sztabu Głównego od 28 kwietnia 1867 do 23 maja 1876, agent wojskowy w Wiedniu od 23 maja 1876 do 08 października 1881.
Sekretarz (ros. Управляющий делами) Wojskowego Komitetu Naukowego Sztabu Głównego (szef wywiadu wojskowego) i członek Komitetu do spraw Mobilizacji Wojsk od 08 października 1881 do 10 sierpnia 1896.
Dyrektor Imperatorskiego Liceum Aleksandrowskiego od 10 sierpnia 1896 do 30 czerwca 1900, członek Wojskowego Komitetu Naukowego Sztabu Głównego.